# Рије ле Пап
Рије ле Пап (фр. Rillieux-la-Pape) град је у Француској, у департману Рона.
По подацима из 1999. године број становника у месту је био 28.367.

## Географија

### Клима
| Клима (Рије ле Пап)        | Клима (Рије ле Пап) | Клима (Рије ле Пап) | Клима (Рије ле Пап) | Клима (Рије ле Пап) | Клима (Рије ле Пап) | Клима (Рије ле Пап) | Клима (Рије ле Пап) | Клима (Рије ле Пап) | Клима (Рије ле Пап) | Клима (Рије ле Пап) | Клима (Рије ле Пап) | Клима (Рије ле Пап) | Клима (Рије ле Пап) |
| Показатељ \ Месец          | .Јан.               | .Феб.               | .Мар.               | .Апр.               | .Мај.               | .Јун.               | .Јул.               | .Авг.               | .Сеп.               | .Окт.               | .Нов.               | .Дец.               | .Год.               |
| -------------------------- | ------------------- | ------------------- | ------------------- | ------------------- | ------------------- | ------------------- | ------------------- | ------------------- | ------------------- | ------------------- | ------------------- | ------------------- | ------------------- |
| Средњи максимум, °C (°F)   | 6,2 (43,2)          | 8,4 (47,1)          | 12,4 (54,3)         | 15,3 (59,5)         | 20 (68)             | 23,5 (74,3)         | 27 (81)             | 26,7 (80,1)         | 22,3 (72,1)         | 16,7 (62,1)         | 10,2 (50,4)         | 7,1 (44,8)          | 27 (81)             |
| Средњи минимум, °C (°F)    | 0,1 (32,2)          | 1,2 (34,2)          | 3,3 (37,9)          | 5,6 (42,1)          | 9,9 (49,8)          | 13,1 (55,6)         | 15,6 (60,1)         | 15,3 (59,5)         | 11,9 (53,4)         | 8,4 (47,1)          | 3,6 (38,5)          | 1,5 (34,7)          | 0,1 (32,2)          |
| Количина падавина, mm (in) | 52,9 (20,83)        | 50,5 (19,88)        | 54,8 (21,57)        | 72,3 (28,46)        | 87,8 (34,57)        | 80,2 (31,57)        | 62 (24,4)           | 69 (27,2)           | 88,3 (34,76)        | 94,7 (37,28)        | 75,1 (29,57)        | 55,5 (21,85)        | 843,1 (331,94)      |
| [ тражи се извор ]         |                     |                     |                     |                     |                     |                     |                     |                     |                     |                     |                     |                     |                     |

## Демографија
| 1962. | 1968. | 1975.  | 1982.  | 1990.  | 1999.  | 2011.  |
| ----- | ----- | ------ | ------ | ------ | ------ | ------ |
| 3.281 | 9.591 | 30.894 | 31.560 | 30.791 | 28.367 | 29.966 |

## Партнерски градови
- Дицинген
- Ленчица
- Natitingou